# Българско военно гробище (Църнобуки)
Българското военно гробище в Църнобуки е създадено по време на Първата световна война. В него са погребани войници от 25-и пехотен драгомански полк.